# Bedford, Ohio
Bedford är en stad (city) i Cuyahoga County i Ohio och en av de östra förorterna till Cleveland. Vid 2010 års folkräkning hade Bedford 13 074 invånare.

## Kända personer från Bedford
- Vincent A. Taylor, politiker och affärsman